# Longiflagrum koyonense
Longiflagrum koyonense is een naaldkreeftjessoort uit de familie van de Parapseudidae. De wetenschappelijke naam van de soort is voor het eerst geldig gepubliceerd in 2004 door Angsupanich.